# Cornelius van Almonde
Cornelius van Almonde (* 29. September 1763 in Danzig; † 6. November 1844 ebenda) war ein Danziger Kaufmann und niederländischer Konsul.

## Leben
Cornelius van Almonde war im Getreidegroßhandel tätig. Im Jahr 1797 wurde er Vorstand der durch eine Bürgerstiftung verbundenen Spitäler Heilig-Geist und St. Elisabeth. Er lebte in einem Herrenhaus auf Langgarten im Osten der Stadt. Das Anwesen hatte er zuerst gepachtet und 1808 von den Erben Uphagen und Freude erworben. Dort beherbergte er Ende Mai und Anfang Juni 1807 Napoleon Bonaparte, der sich zum ersten Mal in Danzig aufhielt.

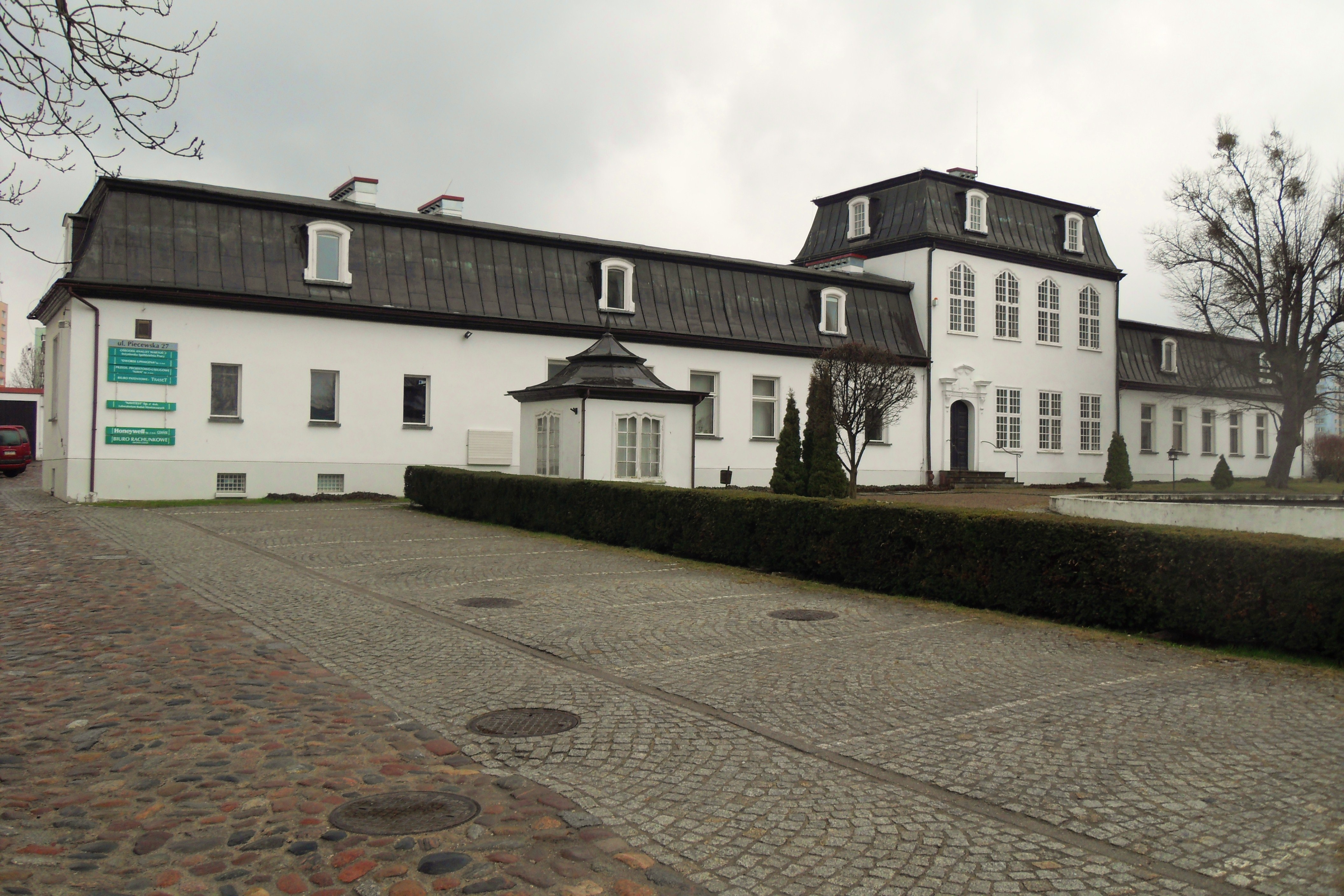
Sommerresidenz in Piecki

Neben Häusern in der Lang- und Hundegasse besaß van Almonde den Speicher „König David“ und das Dorf Pietzkendorf (Piecki) mit einem Sommerresidenz (heute Dworek Jana Uphagena). Im Jahr 1808 kam das Dorf Artschau (Arciszewo) auf der Danziger Höhe westlich von Praust hinzu. Der Speicher auf der Speicherinsel brannte 1813 während der Kampfhandlungen ab. 
Van Almonde übernahm 1808 das Amt des Konsuls der Niederlande in Danzig, das er bis 1843 innehatte. Mit seinem Partner Theodor Behrend war er seit 1815 Inhaber der Almonde und Behrend, die den Danziger Getreidehandel dominierte. Das Kontor befand sich in der Hundegasse. Die Firma vermittelte den Kauf des Seitenraddampfers Prinz Xaver, der am 15. Juni 1827 die erste Fahrt mit 65 Gästen nach Zoppot und zurück nach Danzig unternahm. Behrend wandte sich neuen Geschäftsfeldern zu und das gemeinsame Unternehmen wurde im September 1828 aufgelöst.
Mit Uphagen war van Almonde ein führendes Mitglied der Ressource Concordia zu den drei Ringen. Die Ringe standen für „Nützlichkeit, Tugend und Unterhaltung“. Sitz war ein Patrizierhaus am Langen Markt. Im Jahr 1818 wurde er Mitbegründer und Vorstandsmitglied des Gesangvereins zu Danzig (zuletzt Danziger Singakademie). Seine Tochter Marianne Angelica erhielt Gesangsunterricht bei Carl Friedrich Zelter, der ihr den Beinamen „Danziger Nachtigall“ gab.
Van Almonde schrieb drei Gedichte in niederdeutscher Mundart.

## Familie
Cornelius van Almonde war niederländischer Herkunft. Er hatte einen jüngeren Bruder und drei Schwestern. Die jüngste war erste Ehefrau des Kaufmanns, Sammlers und Philanthropen Jacob Kabrun. Cornelius van Almonde heiratete im Oktober 1795 Maria Mac Lean (1762–1844), Witwe des Kaufmanns Michael Barstow. Vor ihrer ersten Hochzeit hatte sie Gesangsauftritte im Englischen Haus. Sie wurde Mutter von drei Töchtern und einem Sohn: Maria (* 1796), Emilia Charlotta (1797–1865), Cornelius Archibald (* 1798) und Marianna Angelica (1804–1866). Das Herrenhaus auf Langgarten erbten ihre Töchter erster Ehe Emilia und Mathylda Barstow. Es wurde 1872 von den Militärverwaltung gekauft, zu einem Hauptquartier umgebaut und 1945 zerstört.